# Drachmobola insignitana
Drachmobola insignitana är en fjärilsart som beskrevs av Heinrich Benno Möschler 1890. Drachmobola insignitana ingår i släktet Drachmobola och familjen vecklare. Inga underarter finns listade i Catalogue of Life.